# Peresós de coll fosc
El peresós de coll fosc (Bradypus variegatus) és una espècie de peresós de Centreamèrica i Sud-amèrica. És l'espècie més estesa i comuna del grup i viu a molts tipus diferents d'ambient, incloent-hi boscos perennes i secs, així com regions naturals altament pertorbades.